# یواس‌اس لکسینگتون (۱۸۲۵)
یواس‌اس لکسینگتون (۱۸۲۵) (به انگلیسی: USS Lexington (1825)) یک کشتی بود که طول آن ۱۲۷ فوت (۳۹ متر) بود. این کشتی در سال ۱۸۲۵ ساخته شد.